# Silnice I/29
Silnice I/29 je česká silnice I. třídy v Jihočeském kraji, propojující města Písek a Tábor. Je dlouhá 33,346 km.

## Průběh silnice

#### Okres Písek
- MÚK s I/20
- Písek-Budějovické předměstí (křiž. s II/139)
- odb. Dolní Novosedly
- Záhoří (křiž. s II/138)
- Jamný
- Temešvár
- Podolský most přes Vltavu (nádrž Orlík)
- odb. Podolsko
- odb. Olešná
- Podolí I
- Křenovice
- Bernartice (křiž. II/105)
- odb. Kolišov
- Srlín

#### Okres Tábor
- Opařany (křiž. II/122)
- Oltyně (napojení na I/19)

## Historie
Do přečíslování silnic roku 1997 se jednalo o počáteční úsek silnice I/33, která pokračovala dále přes Tábor, Čechtice a Kutnou Horu do Hradce Králové.
Číslo 29 bylo do té doby používáno pro různé úseky okružních silnic v Praze. Roku 1987 takto byla označena Spojovací ulice, která propojovala silnice I/12 a I/10, avšak nebyla součástí I. ani II. okruhu. Do roku 2005[zdroj?] se číslo 29 užívalo k označení pražského Městského okruhu, nyní se užívá označení MO.
V mapě silnic Středočeského kraje, zpracované ŘSD 5. dubna 2022 podle dat k 1. lednu 2022, je číslem 29 označena Jižní spojka spolu se Štěrboholskou spojkou, avšak vyznačena šedou barvou jako „místní komunikace dočasně plnící funkci silnice“.

## Modernizace silnice
| Číslo | Název         | Délka   | Kategorie        | Zahájení výstavby | Uvedení do provozu | Křižovatky |
| ----- | ------------- | ------- | ---------------- | ----------------- | ------------------ | ---------- |
| Y4    | Písek – Tábor | 42,2 km | 22,5/100 11,5/70 | bude oznámeno     | bude oznámeno      |            |